# The Birth
「The Birth」（ザ・バース）は、日本の声優・歌手である宮野真守の楽曲。2016年10月12日に通算16枚目のシングルの表題曲としてKING AMUSEMENT CREATIVEよりリリースされた。映画『亜人 -衝戟-』の主題歌に起用されており、宮野としては初のアニメーション映画とのタイアップとなる。

## 背景・制作
本作は『亜人』の総監督である瀬下寛之から直接オファーを受けて制作が決定した。これに際して行われた瀬下との話し合いでは、三部作の最後に流れるエンディングテーマのような楽曲ではなく、次作を予感させるロックナンバーにすることが決定し、同時に作曲はJin Nakamuraが、作詞は宮野自身が担当することが固まった。
Jin Nakamuraは本曲を「役者としても歌手としても様々な経験を積んできた宮野真守にしか歌唱できない楽曲にしたい」という考えに基づいて作曲しており、静かな前奏やラップなどを取り入れることで、展開が目まぐるしい組曲調の楽曲に仕上げている。
歌詞は『亜人』の主人公・永井圭を演じた宮野だからこそ表現できる言葉が意識されており、「生まれた意味を見つける」という内容になっている。宮野は作詞するにあたって、Jin Nakamuraが考えたタイトルとデモテープから明確なビジョンが見えたと語っている。

## ジャケット・ミュージックビデオ
ジャケットは近代的アートな雰囲気にすることで、渦巻く感情が表現されている。
「The Birth」のミュージック・ビデオは「解放」をテーマに制作されており、拘束衣をイメージした衣装によって「解放への願望」や「抑圧への抵抗」が表現されている。

## リリース
2016年10月12日に、キングレコードより15枚目のシングル「テンペスト」と同時発売された。
シングルには表題曲と、カップリング曲「Gravity」の計2曲が収録されている。「Gravity」は文化放送「宮野真守のRADIO SMILE」のエンディングテーマに起用されているラブソングであり、海外の音楽クリエイターチームによって制作された。内容は明日の分からない世界において愛の必要性を歌ったものになっている。

## シングル収録曲
| #         | タイトル      | 作詞                                                           | 作曲・編曲                                              | 時間 |
| --------- | ------------- | -------------------------------------------------------------- | ------------------------------------------------------- | ---- |
| 1.        | 「The Birth」 | 宮野真守                                                       | Jin Nakamura                                            | 4:32 |
| 2.        | 「Gravity」   | marhy、CHACHA MALONE、TOMMY PARK、KATERINA BRAMLEY、KIM TESUNG | CHACHA MALONE、TOMMY PARK、KATERINA BRAMLEY、KIM TESUNG | 3:49 |
| 合計時間: | 合計時間:     | 合計時間:                                                      | 合計時間:                                               | 8:19 |

## チャート
2016年10月24日付けのオリコン週間ランキングでは、1.6万枚を売り上げて週間9位にランクイン。同時発売の「テンペスト」もTOP10入りを果たしており、清木場俊介以来9年3か月ぶりとなる男性ソロによるシングル2作同時TOP10入りになった。
| チャート                                             | 最高 順位 | 出典   |
| ---------------------------------------------------- | --------- | ------ |
| 日本・オリコン デイリーCDシングルランキング          | 7         |        |
| 日本・オリコン 週間CDシングルランキング              | 9         | [ 7 ]  |
| 日本・オリコン 月間CDシングルランキング 2016年10月度 | 37        |        |
| Billboard Japan Hot 100                              | 23        | [ 8 ]  |
| Billboard Japan Hot Animation                        | 8         | [ 9 ]  |
| Billboard Japan Hot Singles Sales                    | 10        | [ 10 ] |